# Elwira Ramírez
Elwira Ramírez (Elwira z Leónu) (ur. ok. 935, zm. po 982 lub 986 lub 976) – regentka królestwa Leónu w latach 966-975 w imieniu swojego bratanka Ramiro III.
Elwira urodziła się około 935 roku jako córka króla Leónu Ramiro II i jego drugiej żony Urraki z Pampeluny. W młodym wieku została oddana przez ojca do klasztoru San Salvador de Palat del Rey, który dla niej wybudował w pobliżu pałacu królewskiego w Leónie. W dokumentach Elwira zaczęła pojawiać się już jako zakonnica, gdy miała około 11 lat.
Na prośbę Elwiry jej brat król Leónu Sancho I Gruby podjął starania o sprowadzenie do Leónu relikwii męczennika św. Pelagiusza z Kordoby, co udało się zrealizować w 967 roku.
Po śmierci brata  Elwira w 966 roku została regentką sprawującą władzę w imieniu jego syna Ramiro III (który w tym czasie miał 5 lub 6 lat).
W latach 968-969 tereny królestwa ucierpiały od najazdu wikingów. Jako regentka Elwira wysyłała poselstwa do kalifa Kordoby Al-Hakama II. W roku 975 połączone siły chrześcijańskich władców: hrabiego Kastylii Garcii I Fernandeza, króla Nawarry Sancho II oraz hrabiego Monzón, Peñafiel i Campos Fernando Ansúreza (brata królowej Teresy Ansúrez, matki Ramiro III) zaatakowały muzułmanów w San Esteban de Gormaz. Siły oblegających zostały wzmocnione przez przybycie Elwiry i jej bratanka Ramiro III z posiłkami. Atak na miasto zakończył się porażką chrześcijan. Po tej klęsce Elwira wycofała się z dworu, a obowiązki regentki od 975 roku pełniła matka Ramiro III – Teresa Ansúrez. Od tej pory Elwira pojawiała się sporadycznie na dokumentach jej bratanka, ale już bez tytułu regina (pol. królowa), którego używała jako regentka.